# Ecomuseu del Cap de Cavalleria
L'Ecomuseu del Cap de Cavalleria es troba a la costa més al nord de Menorca, concretament a les proximitats del cap de Cavalleria i el port de Sanitja (Predi de Santa Teresa, Es Mercadal). L'Ecomuseu va ser creat el 1997 sota la gestió de l'associació sense ànim de lucre «Sa Nitja. Gestió del Patrimoni Mediterrani», formada quasi totalment per arqueòlegs i geòlegs, amb la finalitat de protegir, investigar i difondre els recursos culturals i naturals de Cavalleria i el port de Sanitja.

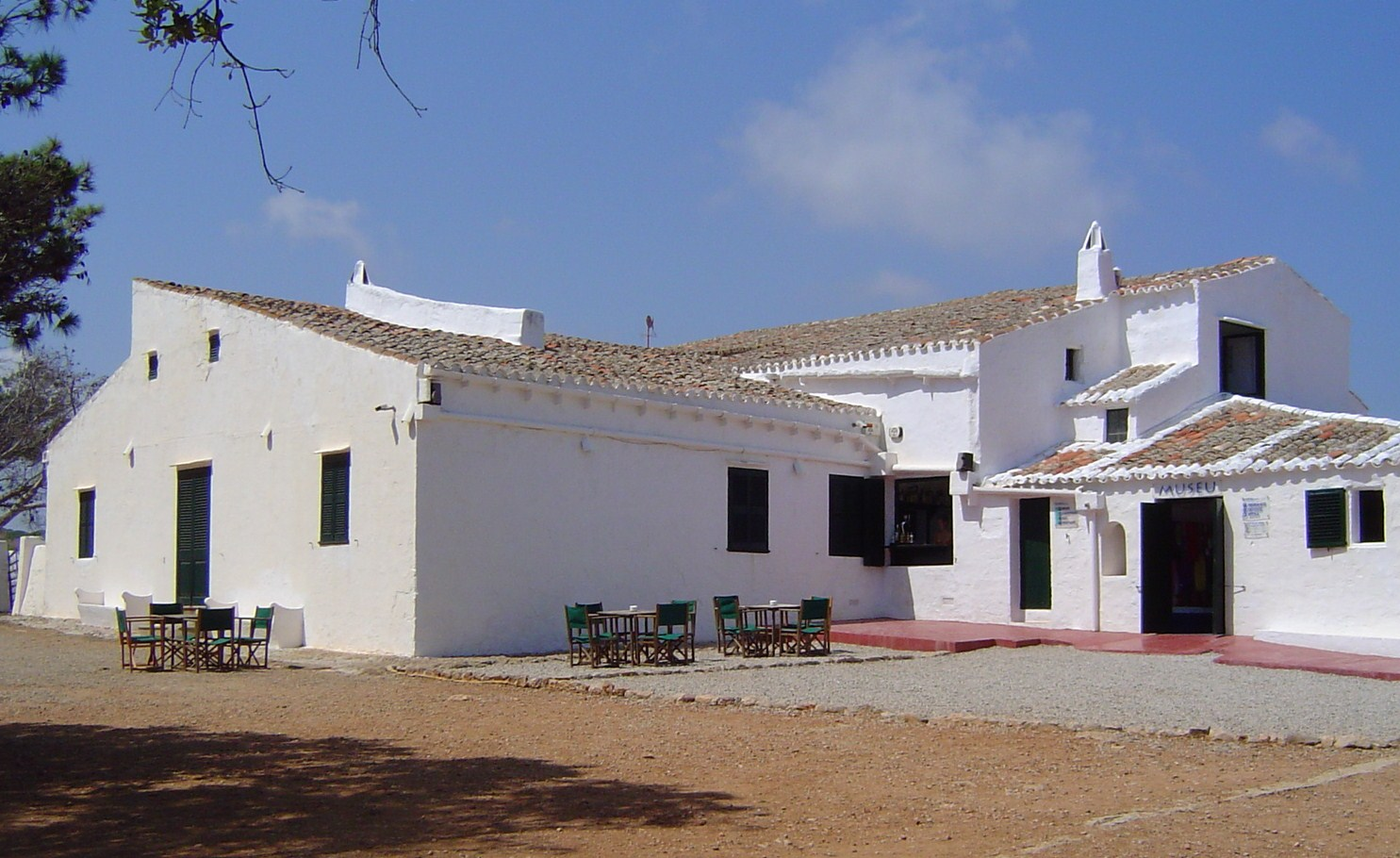
Casa de Santa Teresa, on l'Ecomuseu alberga l'exposició « Descobreix el Nord! »

Aquesta tasca es porta a terme mitjançant l'estudi interdisciplinari dels elements geològics, biològics, mediambientals, etnològics i històric-artístics que es troben en aquest territori. Entre ells, cal destacar aquest últim aspecte, a causa de les intervencions arqueològiques al port de Sanitja, que es realitzen en l'actualitat en el campament militar romà del segle I aC i a la ciutat romana de Sanisera (segles I aC al VI dC).
Tota la informació sobre el territori es troba a la casa de Santa Teresa, que alberga una sèrie de materials audiovisuals i gràfics, a més d'una exposició que inclou material arqueològic recuperat de les excavacions que s'efectuen al port de Sanitja. L'exposició «Descobreix el Nord!», que va ser inaugurada el 2005, ofereix una visió general de tots els elements esmentats, i està traduïda a sis idiomes: català, castellà, anglès, alemany, italià i francès.
A més, després de l'exposició que acull la casa de Santa Teresa, el visitant pot prosseguir amb la visita de l'entorn exterior seguint la guia de «les 7 rutes», que s'inicia a la sortida del museu i per la qual es pretén complementar el que s'exposa a la sala d'exposicions coneixent els punts més importants del paisatge, incloent les excavacions abans esmentades, els elements etnològics com forns de calç, búnquers de la Guerra Civil Espanyola o el far del Cap de Cavalleria, a més de la flora i fauna autòctones.